# Hanni Kamaly
Hanni Kamaly, född 1988 i Hamar, är en norsk konstnär, verksam i Sverige. Hon avlade masterexamen i konst vid Malmö Konsthögskola 2016, och har även studerat vid Kunstskolen i Bergen och International Art Academy of Palestine. År 2019 hade hon IASPIS-stipendium i Stockholm. Kamaly arbetar med bl a video, skulptur och performance. I sin konstnärliga praktik tar hon ofta utgångspunkt i det förflutna, och lägger nya perspektiv på historiska händelser och personöden.
Kamaly har deltagit i många grupputställningar, och visat separatutställningar bland annat på Galleri Index, Accelerator i Stockholm, och Moderna museet i Malmö. 2022 agerade hon också curator för utställningen Behold, we're here på Lunds konsthall.